# Taylor Price
Taylor Price (Hilliard, 8 ottobre 1987) è un giocatore di football americano statunitense che gioca nel ruolo di wide receiver per i Seattle Seahawks della National Football League (NFL). Fu scelto nel corso del terzo giro (90º assoluto) del Draft NFL 2010 dai New England Patriots. Al college ha giocato a football all'Università dell'Ohio.

## Carriera professionistica

### New England Patriots
Price fu scelto nel corso del terzo giro del Draft NFL 2010 dai New England Patriots. Fece il suo debutto nell'ultima gara della stagione regolare contro i Miami Dolphins in cui ricevette 3 passaggi per 41 yard. Il 3 dicembre 2011 fu svincolato dai Patriots dopo aver disputato solo tre gare in stagione.

### Jacksonville Jaguars
I Jacksonville Jaguars firmarono Price il 5 dicembre 2011. Il 18 agosto 2012 fu inserito in lista infortunati, perdendo tutta l'annata. Si infortunò nuovamente nella pre-stagione 2013, venendo inserito in lista infortunati il 5 agosto 2013.

### Seattle Seahawks
Il 12 marzo 2014, Price firmò un contratto annuale con i Seattle Seahawks.

## Vittorie e premi
Nessuno

## Statistiche
| Partite totali      | 6  |
| Partite da titolare | 0  |
| Ricezioni           | 5  |
| Yard                | 80 |
| Touchdown           | 0  |

Statistiche aggiornate alla stagione 2013